# Цин (държава)
Вижте пояснителната страница за други значения на Цин.
Цин (на китайски: 秦; на пинин: Qín) е държава в Източна Азия, съществувала от 9 до 3 век пр.н.е..
Възниква като едно от зависимите владения в държавата Джоу, което в началото на 8 век пр.н.е. играе активна роля в унищожаването на Западна Джоу. Разположено в най-западната част на държавата на Джоу, Цин се намира в непрекъснат контакт и води продължителни войни с народите жун и подчинява част от тях, поради което в останалите китайски княжества се отнасят към жителите на Цин като към полуварвари. Въпреки това владетелите на Цин консолидират властта си, опирайки се на идеологията на легизма, през 4 век пр.н.е. значително разширяват територията си, завладявайки Съчуан, и се превръщат в едно от силните царства в Периода на воюващите държави. През 221 година пр.н.е. владетелят Цин Шъхуан успява да подчини останалите царства и слага началото на краткотрайната династия Цин, първата от имперския период в историята на Китай.